# Waleed Al-Husseini
Waleed Al-Husseini (Kalkilia; 25 de junio de 1989) es un ensayista, escritor y bloguero palestino.
En octubre de 2010, la Autoridad Palestina lo arrestó por supuestamente blasfemar contra el Islam en Facebook y en blogs; su arresto atrajo la atención internacional. Más tarde escapó a Francia, donde solicitó el asilo con éxito. 
En 2013, fundó el Consejo de Ex-Musulmanes de Francia, y en 2015 escribió su primer libro, Blasphémateur! : les prisons d'Allah, sobre sus experiencias.